# Orthonychidae
Orthonychidae é uma família de aves passeriformes pertencentes à subordem Passeri.

## Espécies
- Orthonyx spaldingii
- Orthonyx temminckii
- Orthonyx novaeguineae